# Гуляко, Семён Яковлевич
Семён Яковлевич Гуляко (род. 19 мая 1951 Ленинград, СССР) — российский художник.

## Биография
Родился в семье Якова Исаковича и Ирины Борисовны Гуляко, его отец был художником, мать — инженером на Кировском заводе. Учился в Санкт-Петербургской художественно-промышленной академии имени А. Л. Штиглица у Абрама Борисовича Грушко, последователя и ученика Петрова-Водкина. Проходил преддипломную практику в Московском доме моделей у Вячеслава Зайцева. Дипломный проект «Олимпиада-80» был признан лучшим за десять лет существования кафедры моделирования одежды.
После окончания института работал в Художественном фонде СССР. Принимал участие в оформлении выставок и музеев в качестве экспозиционера: Музей Ф. И. Шаляпина, Музей Театрального искусства, Музей музыкальных инструментов, ЦВЗ Манеж, Кофейный и Чайный домики Летнего сада, Музей А. М. Горького и Ф. И. Шаляпина (Казань). После распада Союза занимался творческим поиском в области абстрактной графики и живописи.
В 1995 г. при содействии фонда Принца Бернара (Нидерланды) был приглашен для работы в CIRC — центр русского искусства в Амстердаме. В 1996 г. работы демонстрировались в выставочных залах Юнеско г. Париж. С 1997 г. член Союза художников Российской Федерации, с этого же года начал ежегодно выставляться в России и за рубежом.
Работы Гуляко экспонировались в выставочном зале Санкт-Петербургского Союза Художников, художник также участвовал в девяти выставках Центрального выставочного зала «Манеж». В 2001 г. работы художника выставлялись в Государственном Русском музее на выставке «Абстракция в России. XX век» (включены в каталог).
Женат на Елене Леонардовне Гуляко, кураторе выставок современного искусства, дочь — Мария Гуляко, санкт-петербургский поэт.

## Творчество
Искусствовед Александр Боровский отмечает интровертный характер творчества Гуляко. По мнению исследователя, для абстрактного творчества художника характерна опора на «энергетику самовыражения» и «экзистенциальные вспышки», не предназначенные для истолкования. Боровский характеризует метод Гуляко как «тактильно-бессознательный»: расстилая холст и бумагу на полу, художник, подобно Поллоку, вступает в близкий тактильный контакт с фактурой и цветом. Искусствовед полагает, что в работах Гуляко отражён личный психологический опыт автора, таким образом, художник стремится к выражению лирического чувства через абстрактную живопись, что, в целом, нехарактерно для этого направления искусства.

## Выставки
- 2001 г. Совместная выставка «Преображение», галерея С.П.А.С
- 2002 г. Персональная выставка «Дом палача» галерея С.П.А.С
- 2006 г. Персональная выставка «Сублимация» в научно-исследовательском музее СПб Академии художеств.
- 2013 г. Работа художника «Завтрак аскета» (1980, бумага, темпера,50х38) экспонировалась на выставке «Поваренная книга Русского музея». (включена в каталог)
- 2014 г. Персональная выставка «Возвращение Семена Гуляко» галерея Матисс клуб.
- 2014 г. Групповая выставка совместно с Н.Ситниковой, В.Видерманом, Ю.Яковлевым, Д.Боровским, В.Башлыковым. Галерея Мольберт, куратор Александр Боровский.
- 2015 г. Совместный проект «GENERATION MIX» в Венеции в палацио Priuli Bon во время 56-й Венецианской биенале современного искусства.
- 2015 г. Совместный проект «Метафизика пространства» в рамках 6-й московской биенале современного искусства. Винзавод. Фотолофт. (включены в каталог)
- 2015 г. Проект «День, Ночь, Восход» направлен в жюри Премии Кандинского. (Лонг-лист)
- 2015 г. Персональная выставка «Артпласты» в ГМСИ им. Дягилева СПГУ, куратор Д.Пиликин
- 2016 г. Совместный проект «GENERATION MIX II» Берлин, во время 9-й Берлинской биенале современного искусства.
- 2016 г. Персональная выставка «Пластозы», ЦСИ «Борей»
- 2016 г. Участие в международной ярмарке «ART HELSINKI» на стенде Spbart.com.(включены в каталог)

## Коллекции
Работы художника находятся в 148 музейных и частных коллекциях: Государственный Русский музей, Музей Людвига СПб, Музей Академии художеств, Музей А.Тарковского (Рим), Музей фонда Ф.Феллини (Рим), Музей фонда Принца Бернара (Голландия), Музей центра Русского искусства (Амстердам), ГМСИ им. Дягилева СПГУ и др. Коллекция братьев Носкиных, А.Большакова, Н. Благодатова,В.Полякова,С.Ефимова, А.Рубайло, О.Филиной, Г.Богиной, Н. и М. Осеевских, Н.Кожевниковой, И. Хворостовского, Н. Васильевой, Н. Киктевой, Елены и Э.Близнюк, М. Макаровой, А.Боровского и др. и в ста двадцати зарубежных коллекциях.